# Central (futbol americà)

Posició del central (C) a l'inici de jugada.

El central o center (C) és un tipus de jugador ofensiu de futbol americà. La seva posició és al mig de la línia ofensiva de la formació d'atac, a l'inici de la jugada, i la seva funció és tant fer l'esnap com bloquejar rivals.
Acostumen a ser jugadors molt grans i forts (alguns poden pesar 150 kilos), però són el cap de la línia ofensiva, així que han de ser intel·ligents per esbrinar el tipus de jugada defensiva que poden rebre i comunicar als companys canvis en els bloqueigs. A més han de ser mínimament hàbils amb la pilota per fer un bon esnap que no posi en perill la jugada programada.